# Домашняя симфония
Домашняя симфония (Symphonia Domestica), опус 53, TrV 209 ― симфоническая поэма Рихарда Штрауса для оркестра, завершённая в декабре 1903 года в Шарлоттенбурге. В произведении композитор изображает один день из своей семейной жизни.

## Премьера
Первое исполнение поэмы состоялось 21 марта 1904 года в Карнеги-холле (изначально выступление было запланировано на 9 марта). Штраус провел с оркестром 15 репетиций. Выступление прошло с большим успехом, и поэма была повторно исполнена в Нью-Йорке (16 и 18 апреля) в присутствии почти 6 тысяч человек, за что композитор получил гонорар в размере 1000 долларов.

## Структура
I. Экспозиция первой группы тем
- Темы мужчины (Фа мажор)

(a) Лёгкая (gemächlich)
(b) Задумчивая (träumerisch)
(c) Неприветливая (mürrisch)
(d) Пламенная (feurig)
- Темы женщины (Си мажор):

(a) Весёлая (sehr lebhaft)
(b) Грациозная
- Тема ребёнка (ре минор):

Спокойная (ruhig)
II. Скерцо
Счастье родителей и игра ребёнка.
Колыбельная (часы бьют семь вечера).
III. АдажиоДела и мысли. Любовная сцена. Мечты и заботы (часы бьют семь утра)
IV. ФиналПробуждение (двойная фуга)
I. Тема
II. Тема

## Состав оркестра
Композиция написана для пикколо, 3 флейт, 2 гобоев, гобоя д’амур, английского рожка, кларнета-пикколо, 3 кларнетов, бас-кларнета, 4 фаготов, контрафагота, 4 саксофонов (сопрано, альт, баритон и бас), 8 валторн, 4 труб, 3 тромбонов, тубы, литавр, тенорового барабана, бас-барабана, треугольника, тарелок, колокольчиков и струнных.